# Convento de las Mercedarias (Lorca)

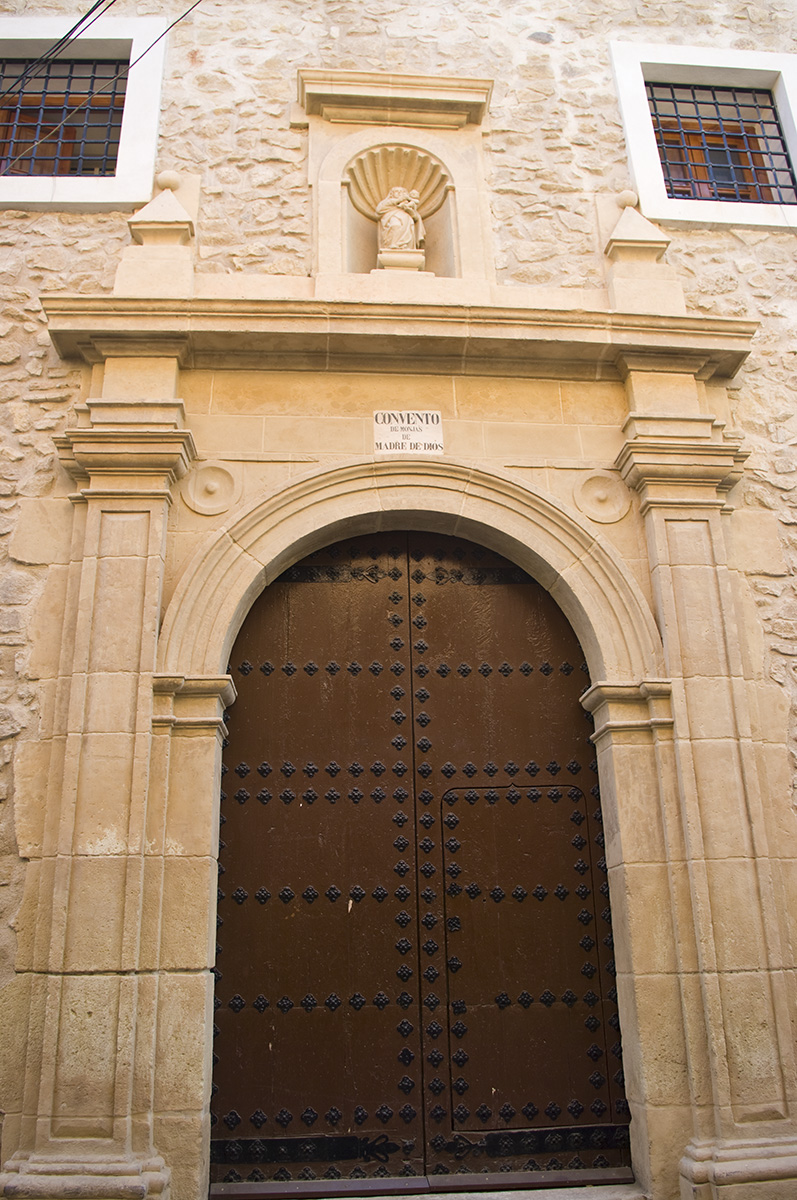
Portada de la Iglesia del Convento.

El convento de las Mercedarias de Madre de Dios de la Consolación es un antiguo convento católico del siglo XVI situado en la ciudad de Lorca (Región de Murcia, España).
El convento fue fundado en 1515 por el arcipreste Montesinos del Puerto por bula del Papa León XI, siendo su primera Priora Teresa Montesinos, hermana del fundador. Fue edificado junto a las murallas de la ciudad, entre las actuales calles de Cava y Zapatería.
Del convento original se conserva parte del alzado correspondiente a la zona residencial y dos portadas labradas en piedra: la propia entrada al convento, y la portada de su Iglesia. La Iglesia quedó arruinada completamente en los años 1970.
Las excavaciones arqueológicas realizadas en el solar de la Iglesia sacaron a la luz importantes restos de la muralla medieval de la ciudad, así como la cimentación de la muralla que protegía el poblado argárico de Lorca en la Edad del Bronce.